# Ярок (Днепропетровская область)
Ярок (укр. Ярок) — село,
Боровковский сельский совет,
Верхнеднепровский район,
Днепропетровская область,
Украина.
Код КОАТУУ — 1221081806. Население по переписи 2001 года составляло 38 человек.

## Географическое положение
Село Ярок находится на расстоянии до 1,5 км от сёл Вольные Хутора и Андреевка.
Рядом проходит автомобильная дорога Т-0415.